# 1-Nonin
1-Nonin ist eine chemische Verbindung aus der Gruppe der Alkine (genauer eines der Nonine). Es besitzt das Grundgerüst des Nonans mit einer C-C-Dreifachbindung an der 1-Position.